# Jacques Ginoulhiac
Jacques Marie Achille Ginoulhiac est un prélat français (né à Montpellier le 3 décembre 1806 et mort le 17 novembre 1875 dans cette même ville) sous le pontificat de Pie IX. D'une famille originaire des Cévennes, il est le fils de Pierre Ginoulhiac, négociant, et de son épouse, née Pierrette Élisabeth Nourrit.

## Grandes étapes de son sacerdoce
- 1830 : immédiatement après avoir été ordonné prêtre (27 mars), il est nommé professeur au séminaire de Montpellier où il enseigne, notamment, au Cévenol Emmanuel d'Alzon, futur fondateur des Augustins de l'Assomption.
- 1839 : il est nommé vicaire général à Aix-en-Provence.

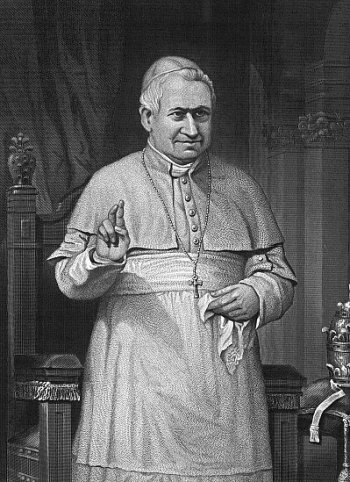
Le Pape Pie IX

### Période grenobloise
- 1853 : nommé évêque de Grenoble le 9 décembre 1852, il reçoit ses bulles le 7 mars et est sacré le 1er mai suivant par Pierre-Marie-Joseph Darcimoles, archevêque d'Aix, assisté de Eugène-Charles-Joseph de Mazenod et Jean-Irénée Depéry, évêques de Marseille et de Gap.
- 1854 : il est nommé assistant du trône pontifical et fait Chevalier de la Légion d'honneur.
- 1855 : il confirme, après enquête, l'authenticité de l'apparition de Notre-Dame de la Salette, déjà reconnue par son prédécesseur, mais ne donne pas caution aux prédictions qui l'auraient accompagnée; sur la « Sainte Montagne », il déclare le 19 septembre, date anniversaire de l'événement, dans une homélie solennelle : « La mission des bergers est finie, celle de l'Église commence ».
- 1868 : il publie un organe officiel régulier, la Semaine religieuse du diocèse de Grenoble (premier numéro paru le 15 août).
- 1869 et 1870 - Au Ier concile œcuménique du Vatican (Vatican I), il s'exprime publiquement sur la doctrine de la foi, se montre favorable à la liberté de la science et s'affiche comme un des principaux opposants à la définition du dogme de l'Infaillibilité pontificale, auquel il finira par adhérer lors de sa proclamation.

### Période lyonnaise
- 1870 : en plein concile, il est nommé archevêque de Lyon et de Vienne par l'empereur Napoléon III (2 mars). Craignant l'invasion des Prussiens, qui sont aux portes de la Bourgogne, les Lyonnais font vœu d'ériger une basilique si la ville est épargnée. La promesse, signée par des milliers de personnes, est déposée sur l'autel de la Sainte Vierge par l'archevêque lui-même. L'armée de Bismarck bat en retraite, la ville est épargnée. Une souscription est lancée.
- 1873 : promesse tenue : Jacques Ginoulhiac pose la première pierre de l'édifice qui se dresse maintenant sur la colline de Fourvière, lieu hautement symbolique où avait été inaugurée, le 8 décembre 1852, une Vierge en bronze doré, origine de la fête des Illuminations.
- 1875 : son oraison funèbre est prononcée par {Charles Cotton, évêque de Valence.

Jacques Ginoulhiac ne fut pas élevé à la dignité de cardinal, peut-être à cause de ses positions libérales.

## Distinctions
- Officier de la Légion d'honneur (11 aout 1866)[1]

### Correspondance pastorale (mandements, circulaires...)
- 1860 - Lettres à propos du statut des États pontificaux
- 1863 - Lettres à propos de la Vie de Jésus, de Renan, où l'écrivain développait une thèse controversée selon laquelle la biographie de Jésus devait être écrite comme celle de n’importe quel autre homme.
- 1865 - Lettres à propos des accusations de la presse concernant l'encyclique Quanta Cura du 8 décembre 1864 et du Syllabus qui l'accompagne.

### Principaux ouvrages
- 1852 puis 1865 - Histoire du dogme catholique pendant les trois premiers siècles de l'Église et jusqu'au concile de Nicée (Paris)
- 1866 - Les Épîtres pastorales, ou réflexions dogmatiques et morales sur les épîtres de Saint Paul à Timothée et à Tite (Paris)
- 1869 - Le Concile œcuménique (Paris)
- 1872 - Le Sermon sur la montagne (Lyon)
- 1878 - Les Origines du christianisme, œuvre posthume publiée par Canon Servonnet (Paris)

### Autres références
- 1876 - La France ecclésiastique (Paris)
- 1907 - L'épiscopat français (Paris)
- 1983 - Histoire des diocèses de France - Lyon, sous la direction de Jacques Gadille - Éd. Beauchesne (Paris)

## Iconographie

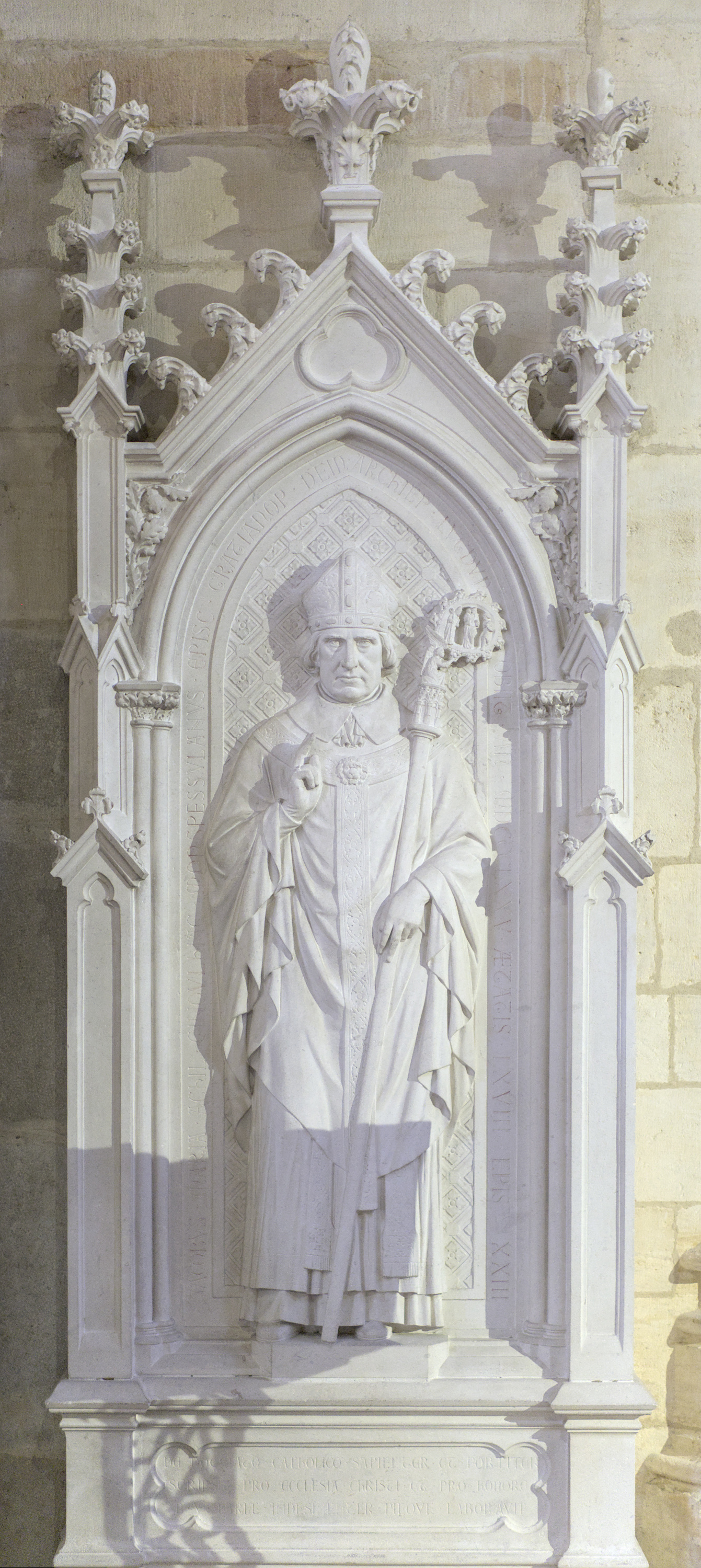
Stèle de Jacques Ginoulhiac en la primatiale Saint-Jean de Lyon, par Joseph-Hugues Fabisch, sur dessin de Tony Desjardins.

- Une stèle honore sa mémoire à la primatiale Saint-Jean de Lyon.
- Anonyme, Portrait de Mgr Jacques Ginoulhiac, huile sur toile. Coll. musée de Grenoble (inv. MG 2001-73-R)

## Armes
Écartelé aux 1 et 4 de gueules au lion d'argent couronné d'or, aux 2 et 3 d'or au dauphin d'azur.